# Fine Gael
Pour les articles homonymes, voir Gaël.
 (avril 2025).
Si vous disposez d'ouvrages ou d'articles de référence ou si vous connaissez des sites web de qualité traitant du thème abordé ici, merci de compléter l'article en donnant les références utiles à sa vérifiabilité et en les liant à la section « Notes et références ».
Le Fine Gael (littéralement : « le clan des Gaels », au sens de Celtes, prononcé /ˌfinə ˈgeɪɫ/ en irlandais) est un parti politique irlandais de centre droit affilié au Parti populaire européen. D'inspiration démocrate chrétienne, il est conservateur en matière de maintien de l'ordre et de fiscalité et libéral concernant l'économie. Historiquement aussi conservateur sur le plan social, le parti possède une aile plus progressiste qui a pris de l'importance depuis les années 1960. 
Il est fondé en 1933 autour du Cumann na nGaedhael, le parti des défenseurs du traité anglo-irlandais, pour regrouper les opposants au Fianna Fáil. Il est traditionnellement considéré comme la deuxième force électorale du pays derrière ce dernier. 
Le Fine Gael a devancé le Fianna Fáil pour la première fois de son histoire lors des élections locales et européennes de 2009, et lors des élections générales de 2011. Il a connu de longs passages comme principal parti d'opposition entrecoupés de périodes d'alternances à partir de 1948, où il est alors la force centrale des coalitions au pouvoir. Dans le cadre du système politique irlandais principalement bipartite, celles-ci se forment grâce au soutien de petits mouvements de centre gauche, dont notamment le Parti travailliste. Depuis les élections générales de 2020, il gouverne avec le Fianna Fáil dans une grande coalition sans précédent.

## Histoire

### Origine: le camp pro-traité (1921-1933)
Le Fine Gael est l'héritier direct du camp favorable au traité anglo-irlandais du 6 décembre 1921 au sein de la famille nationaliste irlandais, qui s'est opposé au Sinn Féin et à l'IRA d'Éamon de Valera durant la guerre civile irlandaise de 1922 à 1923. Après que de Valera a décidé de sortir de la clandestinité et de former avec d'autres républicains anti-traités le Fianna Fáil, les pro-traités s'opposent aux positions fortement anti-britanniques défendues par ce dernier.
Le parti considère Arthur Griffith (premier dirigeant du Sinn Féin de 1905 à 1917 et chef de la délégation irlandaise lors des négociations du traité de 1921, décédé le 12 août 1922) et Michael Collins (un des négociateurs du traité de 1921, premier président du gouvernement provisoire de l'État libre d'Irlande et commandant en chef de l'Armée nationale irlandaise, assassiné par les anti-traités le 22 août 1922) comme leurs pères fondateurs et des symboles de sa philosophie politique. L'anniversaire de l'assassinat de Michael Collins, chaque 22 août, donne lieu à d'importantes commémorations organisées par les dirigeants et militants du Fine Gael.

### Fondation du Fine Gael et maintien dans l'opposition (1933-1948)

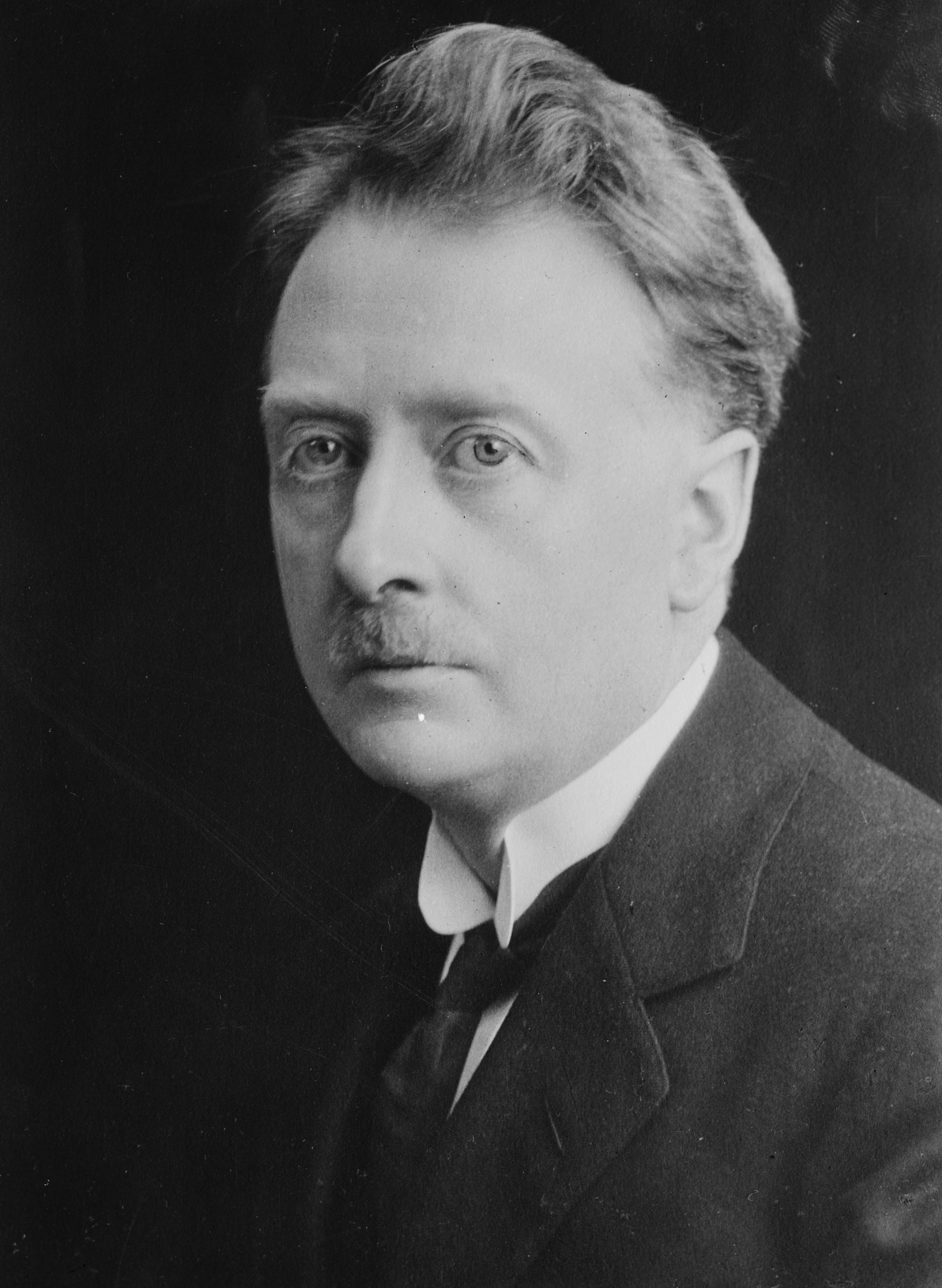
William T. Cosgrave.

Le Fine Gael - The United Ireland Party est fondé le 8 septembre 1933 par la fusion de trois organisations opposées au Fianna Fáil, celui-ci étant arrivé au pouvoir l'année précédente :
- le Cumann na nGaedhael, principal mouvement pro-traité fondé en 1923 par W. T. Cosgrave, successeur de Collins et Griffith et premier président du Conseil exécutif de l'État libre d'Irlande de 1922 à 1932,
- le petit Parti du centre national fondé en 1932 par Frank MacDermot et James Dillon sur une base centriste, agrarienne et démocrate chrétienne, et qui se veut l'héritier de l'ancien Irish Parliamentary Party (IPP), mouvement qui a représenté le nationalisme irlandais au Parlement britannique de 1882 à 1921 et qui se battait plus pour l'obtention d'une forte autonomie interne (le Home Rule) plutôt que pour une indépendance réelle.
- la National Guard, dont les membres sont plus connus sous le nom de Blueshirts, ou « Chemises bleues », une organisation paramilitaire nationaliste et anticommuniste formée par Eoin O'Duffy pour s'opposer à l'IRA.

Ce nouveau mouvement appelle à mettre un terme à la guerre commerciale anglo-irlandaise (qui dure de 1932 à 1938), à améliorer les relations avec le Royaume-Uni et à aboutir à une Irlande unifiée dans le cadre du Commonwealth. Le général Eoin O'Duffy, ancien dirigeant et fondateur des Blueshirts, devient le premier président du Fine Gael alors qu'il n'est pas parlementaire (W. T. Cosgrave exerce ainsi dans le même temps les fonctions de « chef parlementaire »).
Le mouvement mène alors une campagne antisémite contre la communauté juive irlandaise.
Toutefois, les prises de positions extrémistes de O'Duffy (admirateur de Benito Mussolini et du fascisme) et le fait qu'il s'avère être plus un meneur militaire que politique embarrasse son parti. Il démissionne de la présidence dès septembre 1934 et fonde quelques mois plus tard le Parti national corporatiste d'inspiration ouvertement fasciste. W. T. Cosgrave le remplace à la tête du Fine Gael qui ressemble de plus en plus à l'ancien Cumann na nGaedhael. Sous la direction de Cosgrave, le parti peine ainsi à se montrer combatif face à un Fianna Fáil et un Éamon de Valera aux idées républicaines très populaires. Le Fine Gael s'oppose au projet de Constitution républicaine préparé en 1937 par le gouvernement de Valera et assez largement adopté par la population irlandaise (qui vote en sa faveur lors d'un référendum par 56,5 % des suffrages pour et une participation de près de 76 %). Il ne cesse de voir ses résultats électoraux baisser : alors qu'il réussit à réunir 34,8 % des voix et 48 sièges sur 138 (contre 45,2 % et 68 élus au Fianna Fáil) en 1937, il retombe à 33,3 % et 45 députés (51,9 % et 76 TD pour le Fianna Fáil) en 1938, à 23,1 % et 32 sièges (41,8 % et 66 élus au Fianna Fáil qui perd toutefois sa majorité absolue, les deux partis ayant souffert d'une avancée importante du Parti travailliste qui a réuni 15,7 % des suffrages et obtenu 17 élus) en 1943 et à seulement à 20,5 % et 30 députés (le Fianna Fáil retrouvant la majorité absolue avec 48,9 % des voix et 75 sièges) en 1944. À la suite de ces échecs répétés et ce long maintien dans l'opposition, William T. Cosgrave, jusque-là principal opposant historique d'Éamon de Valera, se retire de la présidence du parti et de la politique en 1944.
Il est remplacé par le général Richard Mulcahy, ancien chef d'État-major de l'IRA durant la guerre d'indépendance irlandaise puis commandant de l'Armée nationale irlandaise (de l'État libre d'Irlande et pro-traité) durant la guerre civile. Étant membre du Seanad Éireann, la chambre haute de l’Oireachtas, il est secondé par Thomas F. O'Higgins qui est chef parlementaire au Dáil Éireann. Contrairement à son prédécesseur, Mulcahy s'attache à faire du Fine Gael un mouvement plus actif sur le terrain, parcourant le pays sur un vélomoteur, et à rajeunir ses cadres. Il adopte également une position moins pro-Commonwealth et plus pragmatique, se fixant désormais pour principal objectif de faire partir du pouvoir le Fianna Fáil en se rapprochant des autres partis d'opposition : le Parti travailliste de William Norton, le Clann na Poblachta (petit parti républicain, nationaliste et social-démocrate créé en 1946 comme une alternative au Fianna Fáil) de Seán MacBride et le mouvement agrarien Clann na Talmhan de Joseph Blowick.

### Premiers gouvernements de coalition (1948-1951 et 1954-1957)
Lors des élections générales du 4 février 1948, tant le Fianna Fáil que le Fine Gael perdent en voix au profit des petits partis : le FG se maintient à la deuxième place derrière le FF, avec 19,8 % des suffrages (-0,7 points qu'en 1944) et 31 sièges (un de plus que quatre ans auparavant) sur 147. Le Clann na Poblachta tout particulièrement fait une percée avec 13,3 % des votes et 10 élus. Le Parti travailliste améliore son score de 1944 avec 11,3 % (+2,6 points) et 14 députés (6 supplémentaires), à quoi s'ajoutent les 2,6 % et 5 TDs du Parti travailliste national (mouvement dissident issu essentiellement de conflits entre les syndicats, créé en 1944). Le Clann na Talmhan pour sa part retombe à 5,5 % (-5,3 points) et à 7 élus (-2). Quoi qu'il en soit, ces quatre partis s'allient au Fine Gael et à 7 indépendants, malgré leurs différences de point de vue, afin de ravir la majorité au Fianna Fáil qui n'a obtenu que 67 des 147 sièges à pourvoir. Ils forment ainsi le « Premier gouvernement inter-parti ». Le poste de Taoiseach doit alors revenir naturellement au FG en tant que principale composante de cette coalition, mais les républicains du Clann na Poblachta s'opposent à ce qu'il soit confié à Richard Mulcahy en raison du rôle passé de ce dernier comme commandant des forces pro-traité durant la guerre civile. C'est alors une personnalité moins connue et plus consensuelle du parti, John A. Costello (qui fut Procureur général, ou ministre de la Justice, de 1926 à 1932), qui est choisie comme chef de gouvernement. Mulcahy pour sa part prend en main le ministère de l'Éducation, le dirigeant travailliste William Norton est Tánaiste et ministre des Affaires sociales et Seán MacBride ministre des Affaires étrangères.
Malgré le caractère hétéroclite de cette coalition (unissant des personnalités assez jeunes et d'autres plus âgées, des républicains et des pro-Commonwealth, des sociaux-démocrates et des conservateurs), elle se maintient pendant trois ans grâce essentiellement aux qualités de John A. Costello en tant que Taoiseach et à l'importante marge de manœuvre laissée à chaque ministre. Ce premier gouvernement inter-parti est à l'origine du Republic of Ireland Act, loi votée en 1948 et entrée en application en 1949 afin d'établir officiellement le régime républicain en abolissant l’External Relations Act de 1936 (celle-ci laissait au souverain britannique la signature des lettres de créance acréditant les ambassadeurs irlandais et des traités au nom de l'Irlande, deux compétences qui reviennent désormais au président de l'Irlande) et en décidant le retrait du pays du Commonwealth. Les autres mesures phares prises alors par cette coalition incluent : la création en 1949 de l'Autorité du développement industriel, la construction d'un nombre record de logements, le développement de l'industrie touristique et la lutte efficace du ministre de la Santé Noël Browne contre la tuberculose.
Cet épisode a pour conséquence de renforcer l'assise électorale du Fine Gael au détriment de ses petits partenaires : aux élections générales du 30 mai 1951, le parti réunit 25,8 % des suffrages (+6 points) et 40 sièges (+9), tandis que les Travaillistes réunifiés retombent à seulement 11,4 % et 16 élus et le Clann na Poblachta à 4,1 % et 2 députés. De plus, le Fianna Fáil, qui n'a amélioré que de très peu son résultat de 1948 (de 4,4 points et 1 siège supplémentaire, ne réussissant pas encore une fois à retrouver la majorité absolue avec 68 des 147 TDs), retourne au pouvoir grâce au soutien de l'ancien ministre de la Santé limogé Noël Browne et de nombreux indépendants. Au scrutin suivant du 14 mai 1954, le Fine Gael obtient son meilleur score depuis 1938 en passant pour la première fois depuis cette date au-dessus de la barre des 30 % avec 32 % des suffrages exprimés (+6,2 points et seulement 11,4 points d'écart avec le FF qui retombe à 43,4 % et 65 sièges) et 50 élus (+10). John A. Costello forme alors un second gouvernement inter-parti avec les 18 travaillistes et les 5 députés du Clann na Talmhan, soutenu par les 3 élus du Clann na Poblachta qui ne font toutefois pas partie du Cabinet. Celui-ci est plus nettement dominé par le Fine Gael (outre le poste de Taoiseach qu'il retrouve, le parti obtient 8 des 15 portefeuilles ministériels, Richard Mulcahy, toujours président du mouvement, reprenant celui de l'Éducation, tandis que Liam Cosgrave, fils de W. T. Cosgrave, obtient les Affaires étrangères) et moins républicain. Cette nouvelle majorité rompt avec la tradition d'indépendance nationale établie par le Fianna Fáil en matière de politique étrangère en faisant adhérer l'Irlande à l'ONU le 14 décembre 1955. Il crée également le 12 février 1957 le Bureau d'assurance santé volontaire qui fonde la sécurité sociale irlandaise. Il s'engage de plus dans une lutte active contre les activités du Saor Uladh et de l'IRA, ce qui lui vaut la perte du soutien du Clann na Poblachta. Enfin, le second gouvernement inter-parti est confronté à la crise de la balance commerciale et, menacé par une motion de censure pour sa gestion de cette affaire, John A. Costello décide d'appeler à des élections générales anticipées pour le 5 mars 1957. Elles sont largement remportées par le Fianna Fáil qui pour la première fois depuis 1944 retrouve la majorité absolue au Dáil Éireann avec 48,3 % des suffrages et 78 sièges sur 147. Le Fine Gael pour sa part retombe à 26,6 % des voix (-5,4 points) et 40 députés (-10). Le parti retourne ainsi dans l'opposition, et cette fois-ci de manière durable (jusqu'en 1973).

### Longue opposition et repositionnement idéologique (1957-1973)
Le Fine Gael entre alors dans une nouvelle période de crise qui donne lieu à d'importantes réflexions idéologiques qui, après de profondes divisions, va aboutir à une redéfinition progressive de son positionnement politique. La majorité et la direction du mouvement restent pendant ces années attachées à ses principes originels démocrates chrétiens, conservateurs et de défense de l'ordre et de la sécurité. C'est la position des différents présidents qui se succèdent à la tête du Fine Gael, tous liés d'une certaine manière à l'époque de la fondation du parti et à la tradition pro-traité : Richard Mulcahy et John A. Costello (qui avait pris en 1957 la fonction de chef parlementaire et donc chef officiel de l'opposition) abandonnent la direction en 1959 à James Dillon (ancien dirigeant du Parti national du Centre avant 1933) de 1959 à 1965.
Mais dans le même temps, une jeune génération montante au sein du parti défend de plus en plus des positions en faveur des principes du progressisme, de la justice sociale et de l'égalité et forme une aile gauche d'inspiration sociale-démocrate ou sociale-libérale active. Leurs idées sont formulées en 1964 par le député Declan Costello, fils de l'ancien Taoiseach John A. Costello, sous le nom de « une société juste ». Malgré les réticences de la vieille garde conservatrice, les idées de ce mouvement s'imposent progressivement, étant incluses dans le programme législatif du parti en 1965 (sous le nom de « vers une société juste ») puis plus nettement en 1969 (avec le slogan « Gagner via une société juste »). L'arrivée à la présidence du mouvement en 1965 de Liam Cosgrave, moins traditionaliste que ces prédécesseurs mais ayant la confiance des conservateurs en raison du fait qu'il est le fils de W. T. Cosgrave et de son passage au ministère des Affaires étrangères, permet de faire avancer les thèses du mouvement de la « Société juste ». Un représentant de cette aile gauche, Tom O'Higgins (ancien ministre de la Santé de 1954 à 1957) manque de peu d'être élu président de l'Irlande lors de l'élection présidentielle du 1er juin 1966 qui l'oppose à Éamon de Valera (élu président pour la première fois en 1959). En effet, O'Higgins obtient à la surprise générale uniquement 10 717 voix et 0,96 points de moins que le président sortant.
Grâce à ces nouveaux programmes, le Fine Gael ne cesse d'améliorer ses scores entre 1957 et 1973, tout en restant toujours assez loin derrière le Fianna Fáil :
- 32 % (+5,4 points) et 47 sièges (+7) sur 144 en 1961, contre 43,8 % (-4,5 points) et 70 députés (-8) au FF qui forme un gouvernement minoritaire grâce au soutien des indépendants,
- 34,1 % (+2,1 points) et 47 sièges sur 144 en 1965, contre 47,7 % (+3,9 points) et 72 élus (+2) au FF,
- 33,3 % (-0,8 points) et 50 sièges (+3) sur 144 en 1969, contre 44,6 % (-3,1 points) et 74 députés (+2) au FF.

### Coalition nationale (1973-1977)
Avant les élections législatives du 28 février 1973, le Fine Gael de Liam Cosgrave et le Parti travailliste de Brendan Corish signent le premier accord électoral en Irlande, se mettant d'accord sur des propositions communes et un soutien mutuel des candidats des deux partis. Cette « Coalition nationale » remporte les élections, cela même si le Fianna Fáil reste toujours le premier parti du pays (avec 46,2 % des voix et 68 sièges sur 144) et augmente même son résultat en nombre de suffrages par rapport à 1969 (+1,6 point), avec au total 48,8 % des votes et 73 députés. Le Fine Gael obtient alors le meilleur score depuis sa création, avec 35,1 % (+1,8 point) et 54 élus (+4).
Liam Cosgrave devient alors le nouveau Taoiseach et le FG dispose de 11 ministres sur les 17 de son gouvernement. Il met en place plusieurs réformes, notamment afin de rendre le pays plus pluraliste et dirigé de manière moins nationaliste : sont notamment abrogés l'obligation de passer un examen d'irlandais pour obtenir son Leaving Certificate (l'examen final du secondaire), la nécessité de connaître cette langue pour les fonctionnaires ou encore le système de retraite obligatoire au mariage qui touchait encore de nombreuses femmes durant leurs carrières dans la fonction publique. Le gouvernement Cosgrave s'attache également au respect des institutions de l'État et de l'ordre, continue activement à lutter contre le terrorisme républicain tout en adoptant une attitude de conciliation à l'égard du conflit nord-irlandais en favorisant la mise en place d'un gouvernement partagé entre unionistes et républicains en Irlande du Nord. Il joue ainsi un rôle actif dans l'élaboration de l'accord de Sunningdale du 9 décembre 1973. Si la forte opposition unioniste, la violence de l'Armée républicaine irlandaise provisoire, et finalement les grèves des loyalistes firent échouer l'accord en mai 1974, il va sertir de base aux tentatives suivantes de négociations.
Mais la Coalition nationale doit surtout faire face aux problèmes économiques et sociaux (forte hausse de l'inflation, du chômage et de la dette publique) causés par le premier choc pétrolier de 1973. De plus, sa popularité est grandement entamée à la suite de la démission du président de l'Irlande Cearbhall Ó Dálaigh le 22 octobre 1976 afin « de protéger la dignité et l'indépendance de la présidence en tant qu'institution » après qu'il a été insulté par un ministre du Fine Gael. En effet, le ministre de la Défense Paddy Donegan a traité Cearbhall Ó Dálaigh le 17 octobre 1976 de « honte retentissante », lui reprochant d'avoir fait retarder la proclamation d'une loi établissant l'état d'urgence face aux actions de l'IRA provisoire en la transmettant à la Cour suprême (plusieurs ministres du Fine Gael ont fait valoir que si la loi avait été appliquée rapidement, elle aurait pu empêcher la mort d'un policier de la Garda Síochána dans un attentat à Mountmellick le 16 octobre, jour même où le président finit par proclamer l'état d'urgence). Cet incident a grandement entamé la réputation du Fine Gael en tant que défenseur de l'intégrité des institutions au sein de l'opinion publique. Finalement, les élections générales du 16 juin 1977 se traduit par une lourde défaite de la Coalition nationale (qui totalise 42,2 % des suffrages et 59 sièges sur 148 uniquement, dont seulement 30,6 %, soit 4,5 points de moins qu'en 1973, et 43 députés, soit une perte de 11 élus pour le FG) et une victoire historique du Fianna Fáil qui obtient même une majorité absolue en nombre de voix (50,6 %) et 84 des 148 TDs.

### Ère FitzGerald (1977-1987)

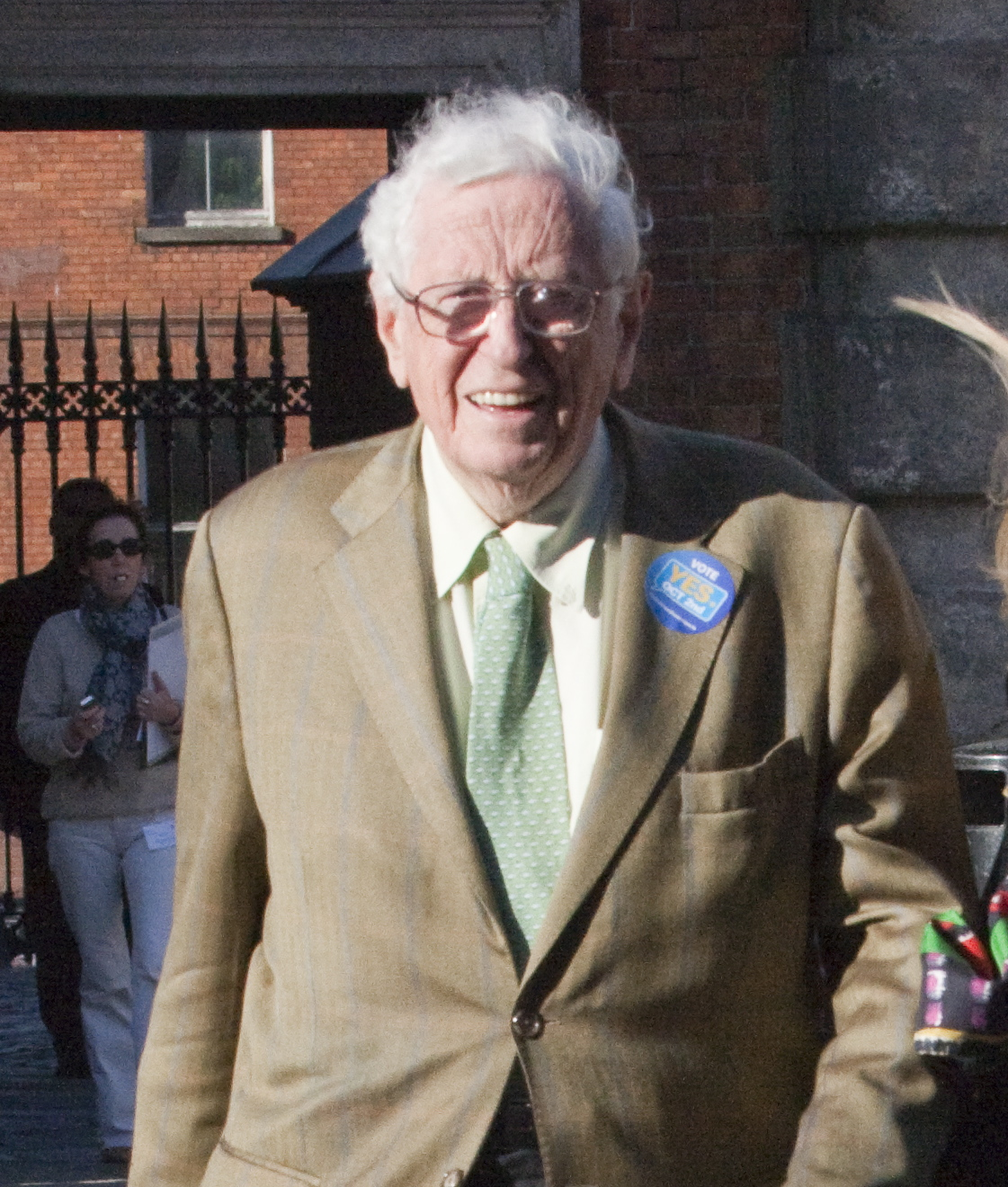
Garret FitzGerald en 2009.

À la suite de cette importante défaite, Liam Cosgrave abandonne la présidence du parti. Il est remplacé par Garret FitzGerald, membre du mouvement pour une société juste et qui s'est fait remarquer entre 1973 et 1977 en tant que ministre des Affaires étrangères (il a notamment obtenu une bonne réputation sur la scène européenne grâce à sa personnalité conciliante, une certaine énergie, sa maîtrise du français et le succès de la première présidence du Conseil européen réalisée par l'Irlande durant la première moitié de l'année 1975). La présidence de FitzGerald voit la victoire des idées de la « Société juste » au sein du Fine Gael et l'orientation de ce dernier plus à gauche et sur un positionnement plus progressiste. Il s'attache à moderniser et revitaliser le parti : il nomme pour la première fois un secrétaire général sur le modèle du Fianna Fáil, fonde le Young Fine Gael (l'organisation de jeunesse du mouvement), réalise une tournée des circonscriptions, place à des postes clés (au sein de la direction ou du Front bench, le gouvernement fantôme) de jeunes trentenaires (John Bruton porte-parole du Front Bench à l'Agriculture puis aux Finances, Alan Dukes qui va être ministre en 1981 puis à partir de 1982, Michael Noonan lui aussi ministre à partir de 1981, Jim Mitchell porte-parole de l'opposition au Travail) et des femmes (Gemma Hussey). Profitant de la grande popularité de son président, le Fine Gael attire des milliers de nouveaux militants à partir de 1977 et obtient le soutien de personnalités du monde du spectacle, notamment du groupe de rock U2.
Transformé désormais en une véritable machine électorale et promettant d'importantes baisses d'impôt, le Fine Gael obtient aux élections générales du 11 juin 1981 un score encore plus important que celui de 1973 : 36,5 % des voix (+5,9 points) et 65 sièges sur 166 (+22), contre 45,3 % (-5,3 points) et 77 élus (-7) au Fianna Fáil. Comme d'accoutumé, le Fine Gael forme une coalition avec le Parti travailliste de Michael O'Leary (qui a gagné 9,9 % des votes et 15 sièges) et Garret FitzGerald forme un gouvernement également soutenu par plusieurs indépendants et par l'unique élu du Sinn Féin officiel (Joe Sherlock). Face à la situation particulièrement préoccupante des finances de l'État, le gouvernement FitzGerald fait adopté dès juillet 1981 un budget supplémentaire particulièrement austère. Toutefois, le projet de budget pour l'année 1982 qu'il présente, lui aussi orienté vers plus de rigueur, est rejeté par le Dáil Éireann le 27 janvier 1982 du fait de la forte opposition du député indépendant de centre-gauche Jim Kemmy et de Joe Sherlock à la proposition du ministre des Finances John Bruton de mettre en place une TVA sur les chaussures pour enfant. Par conséquent, Garret FitzGerald décide de faire dissoudre le Dáil Éireann et de convoquer des élections générales anticipées pour le 18 février 1982. Bien que le Fine Gael, qui fait alors campagne sur le thème de la rigueur budgétaire, fasse encore légèrement mieux qu'en 1981 en nombre de voix avec 37,3 % des suffrages (+0,8 points), il perd deux sièges en n'obtenant que 63 élus sur 166. Le Fianna Fáil pour sa part remonte, avec 47,3 % (+2 points) et 81 députés (+4). Si l'issue de ce scrutin semble alors incertain, le président du Fianna Fáil Charles James Haughey finit par former un gouvernement minoritaire soutenu par deux indépendants et les trois TDs du Parti des travailleurs d'Irlande (WPI, nouveau nom du Sinn Féin officiel).
Cette administration tentant à son tour d'introduire d'importantes coupes budgétaires contre l'avis des indépendants et du WPI, le Dáil Éireann doit être dissout pour la deuxième fois en neuf mois et un nouveau scrutin a lieu le 24 novembre 1982. Le Fine Gael de Garret FitzGerald y réalise alors le plus fort résultat de toute son histoire, ainsi que le plus faible écart jamais obtenu avec le Fianna Fáil, avec 39,2 % des suffrages (+1,9 point, et seulement 6 points de moins que le FF) et 70 députés sur 166 (+7, et 5 de moins que le FF). De plus, en y ajoutant les 25 sénateurs du Fine Gael, celui-ci dispose alors pour la première fois de plus de parlementaires que le Fianna Fáil. L'alliance avec le Parti travailliste (9,4 % et 16 députés), désormais dirigé par Dick Spring, est reconduite et Garret FitzGerald dispose désormais d'une majorité stable pour gouverner.
Voulant créer une nation plurielle et tolérante sur le modèle de la pensée de « Tone et Davis », il mène une politique progressiste en matière de questions de société. Il tente ainsi d'abroger l'interdiction du divorce par le projet de 10e amendement de la Constitution, mais celui-ci est rejeté par référendum le 26 juin 1986 par 63,5 % des voix contre et une participation de 60,84 % des inscrits. Il a sinon fait adopter le 9e amendement qui étend le droit de vote aux élections générales aux citoyens du Royaume-Uni résidents dans la république d'Irlande (cette réforme était également soutenue par le Fianna Fáil), par référendum le 14 juin 1984 avec 75,4 % de votes pour mais une faible participation de 47,47 %. Il a libéralisé les lois sur la contraception et a tenté de s'opposer (en vain) à l'adoption du 8e amendement (dit « Amendement pro-vie ») préparé par le précédent gouvernement du Fianna Fáil qui introduit dans la Constitution une clause qui empêche de fait toute autorisation de l'avortement à moins d'une nouvelle révision constitutionnelle, en établissant « le droit à la vie des enfants non encore nés ». Cet amendement, combattu par Garret FitzGerald mais défendu par une partie du Fine Gael, est approuvé par référendum le 7 septembre 1983 par 66,9 % de voix pour et une participation de 53,67 %. Fitzgerald reprend également la posture de l'ancien gouvernement de Liam Cosgrave visant à favoriser les négociations et la conciliation dans le conflit nord-irlandais. Il fonde ainsi en avril 1983 le New Ireland Forum réunissant les trois principaux partis de l'Irlande indépendante et le Parti social-démocrate et travailliste d'Irlande du Nord. Si les unionistes refusent d'y participer et ses conclusions (qui proposent trois sorties possibles au conflit : la réunification, la création d'un État fédéral ou la mise en place d'un gouvernement conjoint britannique et irlandais sur l'Irlande du Nord) sont rejetées par le gouvernement conservateur britannique de Margaret Thatcher, ce Forum a servi de base à un renouveau des discussions et est vu comme un premier pas vers l'accord anglo-irlandais signé par Thatcher et Fitzgerald le 15 novembre 1985.
Mais c'est encore une fois du fait de la situation économique que le Fine Gael perd sa popularité. Les relations avec le Parti travailliste sont de plus en plus tendus au fur et à mesure que Fitzgerald et son parti tentent d'amplifier la rigueur budgétaire (les bonnes relations entretenues entre le Taoiseach et son Tánaiste, le dirigeant des travaillistes Dick Spring, permettent toutefois à la coalition de tenir pendant plus de quatre ans). De l'autre côté, certains membres de l'aile droite du parti souhaitent adopter un programme plus nettement libéral sur le plan économique et conservateur en matière fiscale, et reprochent à Fitzgerald de ne pas faire assez pour stimuler la croissance économique. Lorsque des dissidents du Fianna Fáil menés par Desmond O'Malley, Bobby Molloy et Mary Harney fondent le mouvement des Démocrates progressistes en 1985 sur une plateforme nettement libérale, certains membres du Fine Gael les rejoignent (par exemple l'ancien Ministre d'État, soit l'équivalent d'un secrétaire d'État en France, Michael Keating, ou l'ancien militant du FG Michael McDowell). Le 20 janvier 1987, à la suite de nouveaux désaccords sur la composition du budget, le Parti travailliste se retire de la coalition gouvernementale, forçant Garret FitzGerald à faire dissoudre le Dáil Éireann. Aux élections générales qui s'ensuivent le 17 février 1987, le Fine Gael, devenu assez impopulaire en raison du maintien à un niveau élevé du chômage et à une faible croissance économique et fortement concurrencé (plus que le Fianna Fáil) par les Démocrates progressistes (il obtient 11,9 % et 14 députés), réalise son plus mauvais score depuis 1957. Ainsi, pour la première fois en trente ans, il repasse en dessous de la barre des 30 % des suffrages (27,1 %, -12,1 points) et ne gagne que 50 élus sur 166, perdant ainsi 20 sièges par rapport à 1982. Le Fianna Fáil de Charles James Haughey revient au pouvoir avec 44,2 % (-1 point) et 81 sièges (+6).

### Succession de Fitzgerald (1987-1994)
Après la défaite de 1987, Garret FitzGerald démissionne de la présidence du Fine Gael. Trois de ses principaux lieutenants se disputent alors sa succession : Alan Dukes (41 ans), ancien ministre de l'Agriculture de 1981 à 1982 puis des Finances de 1982 à 1986, et enfin de la Justice de 1986 à 1987, qui défend une certaine continuité avec l'orientation sociale-démocrate et progressiste hérité du mouvement de la « Société juste » ; John Bruton (39 ans), lui aussi ministre des Finances de 1981 à 1982 et de 1986 à 1987, ainsi que de l'Industrie, du Commerce et du Tourisme de 1983 à 1986, plus proche de la tendance démocrate chrétienne ; Peter Barry (58 ans), président délégué du parti de 1979 à 1987, ministre de l'Environnement de 1981 à 1982 puis des Affaires étrangères de 1982 à 1987 et Tánaiste de manière éphémère de janvier à mars 1987, il est celui des trois qui a le plus la confiance de la vieille garde conservatrice. Alan Dukes l'emporte, et décide de mettre en place une opposition constructive. Cette attitude est appelée « stratégie Tallaght », car reposant sur un discours prononcé par Dukes devant la Chambre de commerce de Tallaght. Le Fine Gael décide alors de ne pas s'opposer aux réformes économiques engagées par le gouvernement du Fianna Fáil dans un souci d'intérêt national, afin d'aider à réduire le déficit budgétaire et d'obtenir une image de responsabilité auprès de l'opinion publique. Cette tactique ne permet toutefois pas au parti de réellement reprendre des forces. Aux élections générales du 15 juin 1989, il n'améliore que de très peu son faible score de 1987 avec 29,3 % des voix (+2,2 points) et 55 sièges (+5) sur 166, tandis que le Fianna Fáil (44,2 %, soit à peu près autant que deux ans auparavant, et 77 élus, donc 4 députés de moins) forme pour la première fois de son existence un gouvernement de coalition avec les Démocrates progressistes (dont la performance de 1987 n'est pas renouvelée, avec 5,5 % et 6 TDs). Mais surtout, le candidat du Fine Gael à l'élection présidentielle du 7 novembre 1990, Austin Currie (ancien élu d'Irlande du Nord sous les couleurs du Parti social-démocrate et travailliste), n'arrive qu'en troisième position avec 17 %, derrière le Fianna Fáil Brian Lenihan, Snr (44,1 %) et la travailliste Mary Robinson (38,8 %, elle est élue grâce au système de transfert de voix).
À la suite de cela, Alan Dukes démissionne de la direction du parti et son ancien adversaire pour prendre la succession de FitzGerald, John Bruton, le remplace. Bien qu'apparaissant comme étant issu de l'aile droite du parti, il prend très tôt position en faveur d'une légalisation du divorce. Les résultats électoraux ne sont pas au rendez-vous pour autant. Lors du scrutin du 25 novembre 1992, la forte impopularité du gouvernement mené par le Fianna Fáil permet un important transfert de voix vers l'opposition (le FF réalise alors sa plus faible performance depuis 1927, avec seulement 39,1 % des votes et 68 sièges sur 166, soit une perte de 5,1 points et de 9 sièges), mais le Fine Gael n'en profite pas. En effet, il retombe à 24,5 % des suffrages (-4,8 points) et 45 sièges (-10) sur 166. C'est essentiellement le Parti travailliste de Dick Spring qui tire alors son épingle du jeu, avec 19,5 % des voix (+ 10 points, et 5 points seulement derrière le Fine Gael) et 33 élus (+18). L'éventualité d'une « Coalition arc-en-ciel » envisagée pendant la campagne par les médias entre le Fine Gael, le Parti travailliste et la Gauche démocratique (tout juste fondée par une majorité des membres du WPI voulant rompre tout lien avec l'IRA officielle et adopter une approche moins révolutionnaire, plus réformiste et plus parlementariste), malgré les fortes critiques adressées à l'encontre de ce dernier mouvement par John Bruton, n'est plus envisageable car elle ne totalise que 82 sièges, soit 2 de moins que la majorité absolue. Finalement, contre toute attente et malgré de vives réticences au sein de sa base, les travaillistes forment un gouvernement avec le Fianna Fáil. John Bruton insiste fortement sur ce paradoxe et bénéficie après 1992 de quelques réussites : le Fine Gael remporte deux élections partielles en 1994 (en juin dans la circonscription de Mayo Ouest, récupérant un siège jusque-là occupé par un membre du Fianna Fáil, et en novembre dans le district de Cork Sud Central en récupérant le mandat d'un ancien député démocrate progressiste) ; le parti fait de plus une bonne performance lors des élections européennes de juin 1994 avec 24,3 % des voix (+2,7 points) et 4 des 15 sièges à pourvoir (autant qu'en 1989). Après une série de scandales en 1994 (touchant l'industrie du bœuf ou la gestion d'une affaire de pédophilie par un prêtre), le Parti travailliste quitte le Fianna Fáil en novembre et la « coalition arc-en-ciel » (qui dispose désormais de la majorité absolue grâce aux élections partielles) est finalement formée le mois suivant.

### Coalition arc-en-ciel (1994-1997)

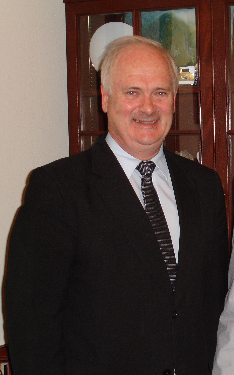
John Bruton.

John Bruton devient Taoiseach le 15 décembre 1994. Le chef des travaillistes Dick Spring redevient Tánaiste pour la troisième fois ainsi que ministre des Affaires étrangères, tandis que le chef de la Gauche démocratique, Proinsias De Rossa, prend en main le portefeuille des Affaires sociales. Outre Bruton, le Fine Gael obtient 8 ministères sur 15. L'une des premières mesures de ce gouvernement est de reprendre l'ancien projet de Garret FitzGerald de légaliser le divorce. Le 15e amendement constitutionnel allant dans ce sens est adopté (de peu) cette fois-ci par le référendum du 24 novembre 1995, avec 50,28 % de voix pour et une participation de 62,15 %. L'attitude de John Bruton durant la campagne pour cette réforme lui a attiré une certaine popularité. S'y ajoute le retour d'une bonne situation économique, notamment favorisé par une baisse de l'impôt sur les sociétés à 12,5 % pour les revenus commerciaux décidée par le gouvernement Bruton (à quoi s'ajoute également de légères baisses de l'impôt sur le revenu). Ceci marque le début de l'émergence du « Tigre celtique » (la croissance réelle du PIB est ainsi de près de 7 % en 1994, alors qu'elle n'était encore que d'à peine 3 % en 1993, puis est à environ 11 % en 1995, à 7 % en 1996 et à plus de 10 % en 1997, tandis que le taux de chômage, qui a atteint 15 % en 1993 et 14 % en 1994, retombe à 12 % en 1995, à 11 % en 1996 et à près de 9 % en 1997, la dette générale du gouvernement est ramené de 85 % à 60 % du PIB en 1997 et le budget connaît son premier excédent en 1997, permettant alors au pays de respecter les critères de convergence de Maastricht et l'un des premiers à se qualifier pour le passage à l'euro). John Bruton préside le Conseil européen durant la seconde moitié de l'année 1996, contribuant à préparer le Pacte de stabilité et de croissance finalement adopté à Amsterdam le 17 juin 1997.
Le gouvernement de la « coalition arc-en-ciel » connaît une assez bonne popularité tout au long de son existence, et les trois partis qui la composent partent unis pour les élections générales du 6 juin 1997, avec l'espoir d'être reconduits. Le Fine Gael de John Bruton fait nettement mieux qu'en 1992 mais ne retrouve pas son niveau des années 1980, avec 27,9 % des suffrages (+3,4 points) et 54 sièges (+9) sur 166. De plus, ses deux partenaires de coalition réalisent des contre-performances : le Parti travailliste retombe à 10,4 % (-8,9 points) et 17 élus (-16) et la Gauche démocratique à 2,5 % (-0,3 point) et 4 députés (autant qu'en 1992). À trois, ils ne totalisent que 75 TDs, soit deux de moins que le Fianna Fáil de Bertie Ahern qui a lui aussi un peu amélioré son score de 1992 avec 39,3 % (+0,2 points) et 77 sièges (+9). La coalition entre le Fianna Fáil et les Démocrates progressistes n'obtient pas pour autant la majorité absolue, avec en tout 81 députés. Bertie Ahern forme un gouvernement minoritaire également soutenu par 4 députés indépendants.

### Difficultés face à Bertie Ahern (1997-2002)
Le Fine Gael n'ayant pas connu de véritable désaveu électoral en 1997, John Bruton reste à sa tête. Mais le style d'opposition mis en place par ce dernier est vite critiqué, n'étant pas jugé assez combattif face à un Bertie Ahern de plus en plus populaire et surnommé le « Taoiseach de Téflon » pour sa capacité à sortir même renforcé des crises touchant sa majorité et son gouvernement. Bruton est déposé par une motion de censure interne au Fine Gael déposée contre lui en février 2001 par deux autres personnalités dont la carrière fut lancée par Garret FitzGerald et qui forment ce qui est appelé le « dream ticket » : Michael Noonan, ancien ministre de la Justice de 1982 à 1986, de l'Industrie et du Commerce de 1986 à 1987 et de la Santé de 1994 à 1997 et porte-parole de l'opposition pour les Finances de 1997 à 2001, devient le nouveau chef du parti ; Jim Mitchell, ancien ministre de la Justice de 1981 à 1982, des Transports de 1982 à 1987 ainsi que des Postes et Télécommunications de 1982 à 1984 et des Communications de 1984 à 1987, proche de l'aile gauche et élu dans la même circonscription que Bertie Ahern (Dublin Central), devient président délégué.
Cette nouvelle direction devait éviter une trop importante défaite aux élections générales du 17 mai 2002. C'est le contraire qui arrive du fait de la popularité du gouvernement Ahern dans un contexte économique et social plus que favorable, de l'absence d'accord électoral passé par le Fine Gael (même avec le Parti travailliste, qui a refusé tout pacte avant le scrutin) face à une coalition majoritaire qui elle part uni et que la nouvelle direction n'ait pas réussi à mobiliser pleinement son électorat. Le Fine Gael réalise son deuxième plus mauvais score de toute son histoire en nombre de voix, après celui de 1948, avec 22,5 % des suffrages (-5,4 points de moins), et obtient sa plus faible représentation au sein du Dáil Éireann avec seulement 31 sièges (-23) sur 166. Plusieurs poids lourds du parti sont battus, dont surtout le président délégué Jim Mitchell ou l'ancien président Alan Dukes. Son recul est surtout net à Dublin, où il ne retrouve que 3 TDs, soit moins que le Fianna Fáil, le Parti travailliste, les Démocrates progressistes ou les Verts. Michael Noonan démissionne immédiatement de la direction, et il est remplacé par une valeur montante du parti, Enda Kenny, ancien ministre du Tourisme et du Commerce de 1994 à 1997 qui avait déjà tenté de prendre la tête du parti en 2001.

### Présidence Kenny: un renouveau? (2002-2017)

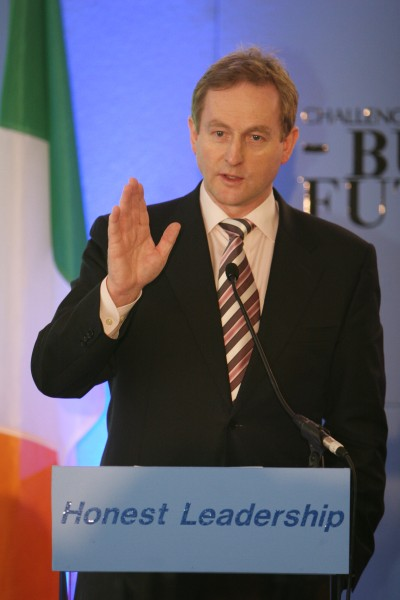
Enda Kenny en 2007.

Alors qu'au lendemain de la défaite de 2002, la question du futur politique du Fine Gael semble réellement se poser, Enda Kenny s'attache à renouveler son action politique, la rendant plus combattive face à Bertie Ahern et plus présente médiatiquement. Il confie à Richard Bruton (qui lui aussi était candidat à l'élection présidentielle interne de 2002, frère de John Bruton) le poste de président délégué et porte-parole de l'opposition pour les Finances, tandis qu'un autre de ses adversaires de juin 2002, Gay Mitchell, prend en charge les Affaires étrangères au sein du Front Bench (il l'avait déjà été sous John Bruton de 1997 à 2000).
Les élections locales et européennes du 11 juin 2004 sont un véritable succès pour le Fine Gael d'Enda Kenny. Aux premières, le parti manque de peu de devenir la première force au sein des collectivités avec 468 sièges de conseillers (+32) contre 542 au Fianna Fáil (-129). Aux européennes, le Fine Gael reste de peu le deuxième parti irlandais en nombre de voix (avec 27,8 % des suffrages contre 29,5 % au FF) mais pour la première fois de son histoire obtient lors d'un scrutin à l'échelle de la nation plus de sièges que le Fianna Fáil, à savoir 5 sur les 13 à pourvoir contre 4 : Gay Mitchell à Dublin, Avril Doyle et Mairead McGuinness dans la circonscription East (à savoir le Leinster sauf le comté de Dublin), Jim Higgins dans le North-West (Connaught et Ulster) et Simon Coveney dans le South (Munster).
Fort de ces bons résultats, le parti se prépare pour essayer de revenir au pouvoir. Dès septembre 2004, le Fine Gael signe à Mullingar un pacte électoral et un accord de gouvernement avec le Parti travailliste de Pat Rabbitte : qualifié d'« accord de Mullingar », il fonde une coalition surnommée « l'Alliance pour le changement ». Le parti se concentre dans son programme sur deux aspects traditionnels de son positionnement depuis les années 1970 : le progressisme social et le renforcement de l'ordre et de la sécurité. Son manifeste électoral présenté en mars 2007 sous le nom de « Contrat pour une meilleure Irlande » promet notamment : 2 300 lits d'hôpitaux supplémentaires, 2 000 Gardai de plus, un alourdissement des peines criminelles, la gratuité de l'assurance maladie pour tous les enfants de moins de 16 ans et une baisse de l'impôt sur le revenu. Le jour du scrutin général, le 24 mai 2007, le Fine Gael d'Enda Kenny réalise un assez bon score avec 27,32 % des voix (+4,8 points) et 51 sièges (+20) sur 166. Mais l'« Alliance pour le Changement » échoue à obtenir l'alternance du fait d'une stagnation du Parti travailliste au même niveau qu'en 2002 : 10,13 % (-0,7 point) et 20 députés. Même une alliance avec les Verts, un temps envisagée, ne permettrait pas d'obtenir une majorité absolue puisque ceux-ci ont maintenu leur représentation à 6 élus. Et le Fianna Fáil n'a pas connu le désaveu annoncé : avec 41,56 % des voix (+0,1 point) et 77 sièges (-4), il reste de loin la première force du pays et ne doit trouver que 6 députés supplémentaires pour arriver à une majorité absolue. Celle-ci ne peut toutefois être atteinte avec le seul soutien des Démocrates progressistes qui sont retombés à seulement 2 députés, mais est obtenue lorsque Bertie Ahern forme une coalition avec en plus le Parti vert, à quoi s'ajoute le soutien de quatre des cinq députés indépendants.
Enda Kenny reste président du Fine Gael et chef de l'opposition, et bénéficie par la suite de l'impopularité croissante du gouvernement lié à la démission de Bertie Ahern (impliqué depuis plusieurs mois dans une enquête concernant des paiements qui lui furent adressés au milieu des années 1990) le 6 mai 2008 et son remplacement par le moins charismatique Brian Cowen mais aussi aux effets de la crise économique mondiale de 2008 qui a très durement touché l'Irlande. De ce fait, le parti remporte un succès historique aux élections locales et européennes du 5 juin 2009 : pour la première fois de son histoire, il devance lors de ces deux scrutins le Fianna Fáil en nombre de voix et devient alors la première force politique du pays. Sur le plan local, il remporte 32,2 % des suffrages aux élections de conseil de comtés et des villes, contre 25,4 % au Fianna Fáil. Au total, il obtient 556 conseillers locaux (+88) sur 1 627 contre 407 au FF et 231 au Parti travailliste. Aux élections européennes, le parti gagne 29,1 % des voix et 4 sièges sur les 12 à pourvoir (Gay Mitchell est réélu à Dublin, Mairead McGuinness dans la circonscription East, Jim Higgins dans le North-West et Seán Kelly est élu dans le South).
Pour autant, le Parti travailliste bénéficie lui aussi des effets (notamment en matière sociale) de la crise et certains sondages en 2010 montrent ce mouvement avec plus d'intentions de vote que le Fine Gael (28 contre 32 % selon le Irish Times en juin, 35 contre 30 % d'après TV3 News le 23 septembre et 33 contre 24 % à nouveau selon le Irish Times le 30 septembre). Ceci entraîne une fronde au sein du Fine Gael contre Enda Kenny. Richard Bruton et neuf membres du Front Bench lui retirent leur soutien en juin 2010. Kenny décide de les contrer en déposant une motion de confiance qui est adoptée. Confirmé à la tête du parti, il réalise un profond remaniement du Front Bench et de la direction le 1er juillet 2010 : James Reilly devient président délégué tout en conservant le poste de porte-parole de l'opposition pour la Santé et l'Enfance qu'il occupait déjà depuis 2007, Michael Noonan fait son retour en remplaçant au porte-parolat pour les Finances Richard Bruton (qui reste toutefois membre du Front Bench chargé des Entreprises, des Emplois et de la Planification économique). Les sondages de la fin de l'année 2010 donnent à nouveau le Fine Gael en tête (entre 30 et 34 % d'intentions de vote), suivi du Parti travailliste (entre 23 et 27 %). Cela se concrétise par une victoire de ces deux partis aux élections générales du 25 février 2011 : pour la première fois de son histoire, le Fine Gael devient la première formation du pays et obtient le meilleur score de son histoire avec 36,1 % des votes préférentiels (+8,8 points par rapport à 2007) et 76 sièges sur 166 (il ne s'agit toujours pas de la majorité absolue, mais 25 élus de plus que quatre ans auparavant). Les travaillistes arrivent en deuxième place, avec le deuxième meilleur résultat depuis leur création en nombre de voix (19,4 %, presque autant que les 19,5 % de 1992 et 9,3 points de plus que lors des précédentes législatives) et le plus grand nombre de sièges qu'ils aient jamais obtenu (37, et 20 TD supplémentaires que ceux remportés en 2007). Ils relayent le Fianna Fáil en troisième position avec seulement 17,4 % et 20 élus.

## Personnalités

### Présidents du Fine Gael
- Eoin O'Duffy (1933-1934)
- William T. Cosgrave (1934-1944)
- Richard Mulcahy (1944-1959)
- James Dillon (1959-1965)
- Liam Cosgrave (1965-1977) - Taoiseach de 1973 à 1977
- Garret FitzGerald (1977-1987) - Taoiseach de 1981 à 1982 et de 1982 à 1987
- Alan Dukes (1987-1990)
- John Bruton (1990-2001) - Taoiseach de 1994 à 1997
- Michael Noonan (2001-2002)
- Enda Kenny (2002-2017) - Taoiseach 2011 à 2017
- Leo Varadkar (2017-2024) - Taoiseach de 2017 à 2020 et de 2022 à 2024
- Simon Harris (depuis 2024) - Taoiseach de 2024 à 2025

### Taoiseachnon président du parti
- John A. Costello - Taoiseach de 1948 à 1951 et de 1954 à 1957.

### Tánaiste
Le Fine Gael ayant presque toujours gouverné en coalition avec le Parti travailliste, il a confié dans tous ses gouvernements le poste de Tánaiste au dirigeant en exercice de ce dernier, à l'exception d'une courte période d'un mois et demi en 1987 où la charge est revenue à un membre du FG et dans le gouvernement minoritaire formé uniquement par le Fine Gael de 2016 à 2020 :
- Peter Barry - Tánaiste de janvier à mars 1987.
- Frances Fitzgerald - Tánaiste du 6 mai 2016 au 28 novembre 2017.
- Simon Coveney - Tánaiste du 30 novembre 2017 au 27 juin 2020.
- Leo Varadkar - Tánaiste du 27 juin 2020 au 17 décembre 2022.

### Ceann Comhairle(président duDáil Éireann)
- Tom Fitzpatrick - Ceann Comhairle de 1982 à 1987.
- Seán Barrett - Ceann Comhairle de 2011 à 2016.

### Cathaoirligh(présidents duSeanad Éireann)
- Timothy O'Donovan - Cathaoirleach de 1948 à 1951.
- James Dooge - Cathaoirleach de 1973 à 1977.
- Charles McDonald - Cathaoirleach de 1981 à 1982.
- Patrick J. Reynolds - Cathaoirleach de 1983 à 1987.
- Liam Naughten - Cathaoirleach de 1995 à 1996.
- Liam T. Cosgrave - Cathaoirleach de 1996 à 1997.
- Paddy Burke - Cathaoirleach de 2011 à 2016.

### Candidats à la présidence d'Irlande
À ce jour, le Fine Gael n'a jamais vu un de ses membres accéder à la présidence d'Irlande.
- 1945 : Seán Mac Eoin (30,9 % et 2e score au premier compte, 44,5 % après transfert des suffrages du troisième candidat)
- 1959 : Seán Mac Eoin (43,7 %)
- 1966 : Tom O'Higgins (49,52 %)
- 1973 : Tom O'Higgins (48 %)
- 1990 : Austin Currie (17 % et 3e score au premier compte)
- 1997 : Mary Banotti (29,3 % et 2e score au premier compte, 41,33 % après transfert des suffrages des troisième, quatrième et cinquième candidats)
- 2011 : Gay Mitchell (6,4 % et 4e score au premier compte, 7,2 % au deuxième décompte et 7,7 % au troisième et avant-dernier décompte, lors duquel il est éliminé)

### Lord Mayorde Dublin
- Peadar Doyle (1941-1943 et 1945-1946)
- Patrick Cahill (1947-1948)
- Jack Belton (1950-1951)
- Catherine Byrne (1958-1959)
- Maurice E. Dockrell (1960-1961)
- James O'Keeffe (1962-1963 et 1974-1975)
- Jim Mitchell (1976-1977)
- Paddy Belton (1978-1979)
- Fergus O'Brien (1980-1981)
- Alexis FitzGerald, Jnr (1981-1982)
- Michael Keating (1983-1984)
- Gay Mitchell (1992-1993)
- Joe Doyle (1998-1999)
- Catherine Byrne (2005-2006)
- Gerry Breen (2010-2011)
- Naoise Ó Muirí (2012-2013)

### Lord Mayorde Cork
- William Desmond (1940-1941)
- John Horgan (en) (1941-1942)
- Stephen D. Barrett (1960-1961)
- Anthony Barry (1961-1962)
- John Bermingham (1968-1969)
- Peter Barry (1970-1971)
- Timothy J. O'Sullivan (1971-1972)
- Seán O'Leary (1972-1973)
- Jim Corr (1979-1980 et 1996-1997)
- Hugh Coveney (1982-1983)
- Liam Burke (1984-1985)
- Bernard Allen (1988-1989)
- Denis Cregan (1991-1992)
- P. J. Hourican (2000-2001)
- Colm Burke (2003-2004)
- Deirdre Clune (2005-2006)
- Brian Bermingham (2008-2009)
- Dara Murphy (2009-2010)
- John Buttimer (2012-2013)

## Organisation

### Ard Fheis
L’Ard Fheis (AF, ou Haute conférence ou Congrès du parti) est l'organe suprême du parti. Il est réuni tous les 12 ou 18 mois, et rassemble la totalité des militants. Il discute des motions proposées et des changements dans le règlement. Il élit certains membres du Conseil exécutif (le président et le vice-président).

### Conseil exécutif
Soumis au contrôle de l’Ard Fheis, le Conseil exécutif gère, contrôle, gouverne et administre le parti. Il comprend le président, le président délégué nommé par ce dernier, le vice-président, deux curateurs, 12 représentants locaux à raison de 3 pour chaque grande circonscription régionale (Dublin, l'Est qui correspond au Leinster sans la capitale, le Nord-Ouest qui regroupe le Connaught et l'Ulster et le Sud pour le Munster), quatre désignés par les parlementaires, 2 par le Conseil des représentants locaux (qui réunit les délégués des élus locaux), 2 par le Young Fine Gael et 2 par le « Groupe des femmes » du parti.
Au 6 janvier 2011, le Conseil exécutif est ainsi constitué :
- président : Enda Kenny (depuis 2002)
  - président délégué : James Reilly (depuis 2010)
- curateurs : Frank Flannery - Enda Marren
- vice-président : Gerry O'Connell (depuis 2004)
- élus par les parlementaires : Paul Bradford (sénateur, depuis 2002) - Lucinda Creighton (TD, depuis 2007) - Paul Kehoe (TD, chef whip depuis 2004) - John Perry (TD, depuis 2009).
- représentants de Dublin : Brendan Heneghan (depuis 2009) - Brian Murphy (depuis 2004) - Michael Van Turnhout (depuis 2007).
- représentants de l'Est : Ellen Cogavin (depuis 2009) - John Hayes (depuis 2006) - Joan Mulvihill (depuis 2006).
- représentants du Nord-Ouest : Leonora Carey (depuis 2004) - John Delamere (depuis 1996) - Lorraine Munnelly (depuis 2004).
- représentants du Sud : Maurice Fitzgerald (depuis 2009) - Jonathan Hoare (depuis 2009) - Nuala O'Neill (depuis 2007).
- élus par le Conseil des représentants locaux : Martin Conway (depuis 2006) - Seán McKiernan, Jnr (depuis 2002).
- représentants du Young Fine Gael (YFG) : Stephen Behan - Barry Walsh.
- représentantes du « Groupe des femmes » : Frances Cahill - Elizabeth Munnelly.

### Fédérations locales
Des associations locales existent au niveau des paroisses, des districts (les circonscriptions pour les élections aux conseils de comté) et des circonscriptions législatives.

### Mouvement de jeunesse
Le Young Fine Gael (YFG) a été créé par Garret FitzGerald en 1977. Ses membres ont entre 15 et 30 ans, et peuvent être également membres (mais pas obligatoirement) du Fine Gael. Il tient sa conférence nationale tous les 18 mois, et organise diverses manifestations et actions militantes. Depuis novembre 2010, son président est Eric Keane, et sa vice-présidente Bríd Murphy.

### Groupe des femmes
Il regroupe les militantes du parti dans le but de :
- renforcer le parti par l'implication des femmes à tous les niveaux,
- travailler à une participation égale (50 %) des femmes au sein du parti à tous les niveaux,
- encourager les femmes à briguer et obtenir des postes publics,
- faciliter l'entraînement des compétences nécessaires pour réussir en politique et dans la vie publique,
- identifier et promouvoir les questions touchant tout particulièrement les femmes,
- construire le militantisme à travers la régionalisation,
- faire pression en faveur des femmes quels que soient leurs parcours,
- permettre aux femmes de prendre en main leur propre destinée,
- augmenter la représentation des femmes tant en politique que dans la vie publique,
- informer les femmes de leurs droits,
- aider les femmes à remporter les élections à toutes les positions au sein du parti et faciliter leur formation,
- soutenir toutes les représentantes publiques féminines.

## Valeurs
Le parti prévoit de reculer l'âge légal de départ à la retraite à 67 ans en 2021 et à 68 ans en 2028.
 (janvier 2020).
Les valeurs telles que définies par le parti sont :
- « Le Fine Gael est un parti du centre progressiste (progressive centre ou Chorplár). Cela signifie que nous agissons dans une direction qui est la bonne pour l'Irlande, dégagée de tout dogme ou idéologie. Le Fine Gael fonde ses politiques et ses idéaux pour le futur de l'Irlande sur ses croyances fondamentales ».
- « Égalité des chances (Equality of opportunity ou Deis Cothroime). Le Fine Gael veut créer une société juste et attentive où tout le monde est engagé dans la démocratie, et où il n'existe aucune barrière à l'égalité des chances. Le Fine Gael prône l'investissement dans nos services publics et considère la santé et l'éducation comme des droits, non des privilèges ».
- « Entreprise et mérite (Entreprise and reward ou Fiontar agus luaíocht). Le Fine Gael encourage l'initiative, l'innovation, l'investissement et l'autonomie personnelle. Le parti croit également dans la préservation, l'amélioration et le partage de la prospérité. Le Fine Gael agit pour une économie vibrante et compétitive. À cette fin, nous pensons que l'action gouvernementale doit encourager l'initiative et récompenser le dur labeur, entraînant ainsi l'activité économique et la création d'emplois ».
- « Sécurité (Security ou Sábháilteacht). Le Fine Gael veut construire une société sûre en Irlande en protégeant les citoyens et en appliquant la loi. Le parti croit également dans le renforcement des familles, dans toutes leurs formes modernes, et dans la promotion des communautés. Le Fine Gael prône la loi et l'ordre (law and order ou dlí agus an tsíocháin). Nous croyons aux peines sévères pour les criminels et en l'augmentation du nombre de Gardai en patrouille tout en s'attaquant aux causes profondes de la criminalité tels que la pauvreté ou le manque d'éducation ».
- « Intégrité (Integrity ou Macántacht). Le Fine Gael croit au principe d'être honnête et courageux dans ce qu'il fait, et dans la promotion et la défense tant des droits que des responsabilités des personnes. Le Fine Gael prône l'intégrité dans la vie publique. Nous croyons dans l'assurance pour nous tous d'être à la hauteur de nos responsabilités aussi bien que dans la jouissance de nos droits en tant qu'hommes et femmes irlandais ».
- « Espoir (Hope ou Dóchas). Le Fine Gael veut construire une Irlande d'excellence et d'ambition. Nous espérons y arriver par la promotion d'une vision partagée d'un futur confiant et durable pour l'Irlande, tant au pays qu'à l'étranger. Fine Gael milite pour un climat d'espoir. Pour y arriver, nous croyons en l'amélioration de la réputation internationale de l'Irlande à travers notre soutien à l'Union européenne, en la protection des communautés via un développement régional équilibré et en la sauvegarde du futur de nos enfants par le biais de la protection de l'environnement ».

## Implantation électorale
Le Fine Gael est historiquement bien implanté dans les régions urbaines, tout particulièrement dans le comté de Cork (surtout le sud-ouest, autour de la ville), le sud-est de Dublin ainsi que certaines banlieues de la capitale (comme Dún Laoghaire) ou encore Limerick. Toutefois, la force du Fine Gael au sein de la classe moyenne urbaine s'est quelque peu affaiblie à partir de la fin des années 1980 au profit des Démocrates progressistes puis des Verts et plus récemment des travaillistes. Il a également conservé de ses origines démocrates chrétiennes une forte présence dans le Connacht, notamment les comtés de Mayo, Sligo et Roscommon, et la présidence d'Enda Kenny (lui-même élu dans le comté de Mayo) a permis au FG de devenir un concurrent sérieux du Fianna Fáil dans d'autres circonscriptions rurales.

## Résultats électoraux

### Élections législatives
| Année   | Leader              | Voix    | %    | Rang | Sièges   | Gouvernement                                         |
| ------- | ------------------- | ------- | ---- | ---- | -------- | ---------------------------------------------------- |
| 1937    | William T. Cosgrave | 461 171 | 34,8 | 2e   | 48 / 138 | Opposition                                           |
| 1938    | William T. Cosgrave | 428 633 | 33,3 | 2e   | 45 / 138 | Opposition                                           |
| 1943    | William T. Cosgrave | 307 490 | 23,1 | 2e   | 32 / 138 | Opposition                                           |
| 1944    | Richard Mulcahy     | 249 329 | 20,5 | 2e   | 30 / 138 | Opposition                                           |
| 1948    | Richard Mulcahy     | 262 393 | 19,8 | 2e   | 31 / 147 | 5e gouvernement                                      |
| 1951    | Richard Mulcahy     | 349 922 | 27,2 | 2e   | 40 / 147 | Opposition                                           |
| 1954    | Richard Mulcahy     | 427 031 | 32,0 | 2e   | 50 / 147 | 7e gouvernement                                      |
| 1957    | Richard Mulcahy     | 326 699 | 26,6 | 2e   | 40 / 147 | Opposition                                           |
| 1961    | James Dillon        | 374 099 | 32,0 | 2e   | 47 / 144 | Opposition                                           |
| 1965    | James Dillon        | 427 081 | 34,1 | 2e   | 47 / 144 | Opposition                                           |
| 1969    | Liam Cosgrave       | 449 749 | 34,1 | 2e   | 50 / 144 | Opposition                                           |
| 1973    | Liam Cosgrave       | 473 781 | 35,1 | 2e   | 54 / 144 | 14e gouvernement                                     |
| 1977    | Liam Cosgrave       | 488 767 | 30,5 | 2e   | 43 / 148 | Opposition                                           |
| 1981    | Garret FitzGerald   | 626 376 | 36,5 | 2e   | 65 / 166 | 17e gouvernement                                     |
| 02/1982 | Garret FitzGerald   | 621 088 | 37,3 | 2e   | 63 / 166 | Opposition                                           |
| 11/1982 | Garret FitzGerald   | 662 284 | 39,2 | 2e   | 70 / 166 | 19e gouvernement                                     |
| 1987    | Garret FitzGerald   | 481 127 | 27,1 | 2e   | 51 / 166 | Opposition                                           |
| 1989    | Alan Dukes          | 485 307 | 29,3 | 2e   | 55 / 166 | Opposition                                           |
| 1992    | John Bruton         | 422 106 | 24,5 | 2e   | 45 / 166 | Opposition (1992-1994), 24e gouvernement (1994-1997) |
| 1997    | John Bruton         | 499 936 | 27,9 | 2e   | 54 / 166 | Opposition                                           |
| 2002    | Michael Noonan      | 417 619 | 22,5 | 2e   | 31 / 166 | Opposition                                           |
| 2007    | Enda Kenny          | 564 428 | 27,3 | 2e   | 51 / 166 | Opposition                                           |
| 2011    | Enda Kenny          | 801 628 | 36,1 | 1er  | 76 / 166 | 29e gouvernement                                     |
| 2016    | Enda Kenny          | 544 140 | 25,5 | 1er  | 50 / 158 | 30e et 31e gouvernements                             |
| 2020    | Leo Varadkar        | 455 584 | 20,9 | 3e   | 35 / 160 | 32e, 33e et 34e gouvernements                        |
| 2024    | Simon Harris        | 458 134 | 20,8 | 2e   | 38 / 174 | 35e gouvernement                                     |

### Élections européennes
| Année | Voix    | %    | Rang | Mandats | Groupe |
| ----- | ------- | ---- | ---- | ------- | ------ |
| 1979  | 443 652 | 33,1 | 2e   | 4 / 15  | PPE    |
| 1984  | 361 034 | 32,2 | 2e   | 6 / 15  | PPE    |
| 1989  | 353 094 | 21,6 | 2e   | 4 / 15  | PPE    |
| 1994  | 276 095 | 24,3 | 2e   | 4 / 15  | PPE    |
| 1999  | 342 171 | 24,6 | 2e   | 4 / 15  | PPE    |
| 2004  | 524 504 | 27,8 | 2e   | 5 / 13  | PPE    |
| 2009  | 532 889 | 29,1 | 1er  | 4 / 12  | PPE    |
| 2014  | 369 120 | 22,3 | 2e   | 4 / 11  | PPE    |
| 2019  | 469 459 | 29,6 | 1er  | 5 / 13  | PPE    |
| 2024  | 362 766 | 20,8 | 1er  | 4 / 14  | PPE    |